# 2020 QG
2020 QG est un astéroïde Apollon mesurant entre 2 et 6 mètres.
Il est passé à 2 950 kilomètres de la surface de la Terre le 16 août 2020, ce qui en fait le second passage le plus proche de la Terre connu en dehors des objets ayant percuté la Terre et des bolides rasants. Sa détection a été tardive puisqu'il n'a été détecté que 6 heures après son passage au plus près de la Terre.  La difficulté de la détection provient de sa faible taille et du fait qu'il provenait de la même direction que le Soleil.
Sa vitesse, par rapport à la Terre lors du survol, est estimée à 12,4 kilomètres par seconde.
Il serait passé soit au dessus le l'Antarctique, soit à l'est de l'Australie.
| Astéroïdes | Date       | Distance de la surface de la Terre | Incertitude sur cette distance | Référence |
| ---------- | ---------- | ---------------------------------- | ------------------------------ | --------- |
| 2020 VT4   | 2020-13-11 | 374 km                             | ± 25 km                        | [ 4 ]     |
| 2020 QG    | 2020-16-08 | 2946 km                            | ± 20 km                        | [ 5 ]     |
| 2011 CQ1   | 2011-04-02 | 5481 km                            | ± 5 km                         | [ 6 ]     |
| 2019 UN13  | 2019-31-10 | 6242 km                            | ± 200 km                       | [ 7 ]     |
| 2008 TS26  | 2008-09-10 | 6259 km                            | ± 1000 km                      | [ 8 ]     |
| 2004 FU162 | 2004-31-03 | 6542 km                            | ± 15000 km                     | [ 9 ]     |